# جورج إم. لوري
جورج إم. لوري (بالإنجليزية: George M. Lowry)‏ هو ضابط أمريكي، ولد في 27 أكتوبر 1889 في إيري في الولايات المتحدة، وتوفي في 25 سبتمبر 1981 في كارميل-بي-ثي-سي في الولايات المتحدة.